# Бойчо войвода
Бойчо войвода – Цеперански от Трявна е български хайдутин и революционер от първата половина на 19 век. Революционерът произхожда от рода Цепераните от едноименната махала – с. Цепераните.
Той е виден участник във въоръжената антиосманска съпротива на българите, участник в българското въстание в Тракия 1829, водач на български отряди в боевете за Силистра през Руско-турската война 1828 – 1829 г. и в Кримската война 1856 г., създател на първия устав на хайдушкото движение, останал в историята като Закона на Бойчо войвода, спазван от четите в 19 век. Цели 27 години се бие с турците като хайдутин и участник в 2 руско-турски войни. Негови ученици са войводите Филип Тотьо, Панайот Хитов, Димитър Калъчлията, Пейо Боюклията, Златьо Конарчанина и много други бивши хайдути и четници.Следовник в хайдушкото изкуство е на Дядо Цоньо войвода.

## Семейство
Бойчо е роден около 1802 г. (между 1800 и 1805) в тревненските колиби Цепераните, днес част от с. Вонеща вода до Трявна. Баща му също е бил хайдутин, убит от турците, оставил сираците Бойчо на 7 години, а по-големия му брат Петър на 12 и по-малкия Георги на 3 години. Георги загива в Сибир в 1831 г. Братята напускат тревненския Балкан и Петър се жени към 1832 г. в с. Геленджик (дн. Победа) край Добрич, а Бойчо се оженва в с. Пороище край Разград и се установява там, като много хора считат, че е местен българин, но често сменя местожителството си, живее заедно със семейството си в Провадия, Варна и дори в Цариград.

## Въоръжена съпротива
Бойчо войвода заедно с братята си Петър и Георги организират самостоятелна българска дружина и се поставят в разположение на руското командване. Дружината участва при обсадата на Силистра и в боевете за осигуряване придвижването на армията към Шумен и в превеждането ѝ през старопланинските Айтоски и Върбишки проходи в 1829 г. Заедно с разезд казаци дружината събира данни за противника и действа като авангард. При срещен бой с башибозушки табор (войскова единица, равна на батальон) дружината (с числен състав под рота) разгромява напълно противника, който дава 50 убити, а останалите се спасяват с бягство от разярените българи.
По време на въстанието в Тракия в 1829 г. дружината на Бойчо войвода предприема активни действия южно от Балкана, като унищожава турски обози с храни и дрехи, напада башибозушки шайки и снабдява въстаниците с така нужното им оръжие.
След Одринския мир от септември 1829 г., игнорирал напълно българите, войводата възмутен се присъединява към отряда от 500 души на Георги Мамарчев в опит да вдигнат въстание в Сливенско, Котелско, Дряновско, Габровско и Търновско за провъзгласяване независимостта на България в Търново. Движението е потушено в зародиш от руската окупационна власт. Пратени са 200 казаци, които арестуват Мамарчев и видните водачи, в т.ч. и Бойчо войвода с двамата си братя. Бойчо войвода и братята му са осъдени на заточение в Сибир и 2 години са затворени в крепост там, докато успяват да избягат, при което по-малкият му брат Георги загива.
След женитбата си в Разградско и преселването си в Провадия Бойчо войвода действа не само по Балкана, но (както свидетелства Панайот Хитов, тогава негов четник) шета по цялото владяно тогава от османците Подунавие и Черноморие – „от Видин до Варна и от Варна до Цариград“.
При Кримската война в 1856 г. Бойчо войвода, загърбил заради България руската неблагодарност, отново е с дружината си волонтир в армията на Императора в обсадата на Силистра през лятото. При оттеглянето на русите от България през юли и задаващия се неблагоприятен край на войната войводата не се прекланя и минава към самостоятелни действия в Балкана. Той способства да излязат и много други чети, които се присъединяват към него и образуват изцяло хайдушка армия в тила на турците. Фактически султанските сили попадат в партизанска война, подпомагаща обсадените в Севастопол от тях и западноевропейци руски части. Това принуждава сливенския управител Зейнил паша да разгърне широкомащабна офанзива срещу бунтовниците. В Стара планина се разгарят ожесточени сражения. След издайничество четата е обкръжена и Бойчо войвода загива в бой с поробителя в местността Косов камък при колиби Череша или при Бели бук на Хаинбоаз в началото на юли 1856 г.
Брат му Петър ликвидира турския шпионин, а наследници на Бойчо войвода от Трявна стават неговите ученици в освободителната борба: Филип Тотьо, Панайот Хитов, Димитър Калъчлията, Пею Буюклията, Златьо Конарчанина и много други бивши негови четници и хайдути, спазващи революционния „Закон на Бойчо войвода“.